# Michael Gudo
Michael Gudo (* 15. Mai 1969 in Leverkusen) ist ein Geologe und Paläontologe aus der Schule der Frankfurter Evolutionstheorie.

## Leben
Gudo studierte an der Johann Wolfgang Goethe-Universität Frankfurt am Main Geologie/Paläontologie und Biologie mit Schwerpunkt Zoologie und Evolutionsbiologie. Nach dem 1996 erworbenen Diplom in Geologie promovierte er 1999 am Geologisch-Paläontologischen Institut der Goethe-Universität bei Klaus-Peter Vogel und Wolfgang Friedrich Gutmann (Titel: Konstruktion, Evolution und riffbildendes Potential rugoser Korallen). 2009 erfolgte die Habilitation im Fach Geologie und Paläontologie an der Georg-August-Universität Göttingen mit der Schrift Das Evolutionsfeld der Deuterostomier.
1999–2005 war Gudo als wissenschaftlicher Mitarbeiter am Senckenberg Forschungsinstitut und Naturmuseum tätig und arbeitete dort an der Weiterentwicklung der Frankfurter Evolutionstheorie und an der Methode der Konstruktions-Morphologie. Zu den Verantwortlichkeiten am Museum zählte das Labor für Histologie sowie die Sammlungen für Histologie und Vergleichende Anatomie. 2005 gründete Gudo mit seiner Arbeitsgruppe die erste Ausgründung des Senckenberg Forschungsinstitutes: die Morphisto Evolutionsforschung und Anwendung GmbH, die Wissenschaftsdienstleistungen und Spezialprodukte für die Routine in medizinischen und biologischen Laboren anbietet.

## Forschungsschwerpunkte
Beeinflusst von seiner Arbeit im Bereich der Evolutionsbiologie und Konstruktions-Morphologie, hat sich Gudo in Forschung und Lehre mit der Evolutionsbiologie und den Methoden der Evolutionsforschung befasst. Schwerpunkte in den Forschungsarbeiten sind: Geltungsbereiche von Evolutionstheorien, Methoden der Histologie und der stammesgeschichtlichen Rekonstruktion, die Körperkonstruktion und Evolution der Stachelhäuter, der Chordaten und Wirbeltiere sowie – innerhalb der Neumünder – die Manteltiere und Kiemenlochtiere. Gudo hat gemeinsam mit Manfred Grasshoff intensiv über die Körperkonstruktion und Stammesgeschichte der Hohltiere (insbesondere der Steinkorallen und ausgestorbenen rugosen Korallen) gearbeitet und neue Befunde zum Gallertoid-Modell für die Entstehung der vielzelligen Tiere vorgelegt. Im Anschluss an Arbeiten zu den Coelenteraten widmete sich Gudo dem Evolutionsfeld der Deuterostomier. Konstruktionsmorphologische, anatomische und histologische Arbeiten zu Echinodermen, Enteropneusten und Chordaten bildeten die Grundlage und Hauptinhalte eines mehrjährigen DFG-geförderten Forschungsprojektes.

## Derzeitige Aktivitäten
Gudo war Schatzmeister im Vorstand der Paläontologischen Gesellschaft. Seit 2005 ist er Geschäftsführer der Morphisto GmbH, eines auf Histologie und Laborchemikalien spezialisierten Unternehmens.

## Publikationen (Auswahl)
- Michael Gudo, Tareq Syed: 100 Years of Deuterostomia (Grobben, 1908): Cladogenetic and Anagenetic Relations within the Notoneuralia Domain. PDF-Datei auf arxiv.org (2008).
- Tareq Syed, Michael Gudo, Mathias Gutman: Die neue Großphylogenie des Tierreiches: Dilemma oder Fortschritt? In: Denisia. Band XX, 2007, zugleich Kataloge der oberösterreichischen Landesmuseen. Neue Serie 66, S. 295–312 (zobodat.at [PDF]).
- Mathias Gutmann, Michael Gudo, Tareq Syed: Ana- und Kladogenese, Mikro- und Makroevolution – Einige Ausführungen zum Problem der Benennung. In: Denisia. Band XX, 2007, zugleich Kataloge der oberösterreichischen Landesmuseen. Neue Serie 66, S. 23–36 (zobodat.at [PDF]).
- Michael Gudo: An Evolutionary Scenario for the Origin of Pentameric Echinoderms - Implications from the Hydraulic Principles of form Determination. In: Acta Biotheoretica 53, S. 191–216, PDF-Datei auf www.researchgate.net (2005).
- Michael Gudo und Friederike Dettmann: Evolutionsmodelle für die Entstehung der Echinodermen. In: Paläontologische Zeitschrift 79/3, S. 305–338, PDF-Datei auf www.researchgate.net (2005).
- Michael Gudo: Hydromechanical considerations on the evolution and diversification of the echinoderms bauplans. PDF-Datei auf arxiv.org (2005).
- Michael Gudo: Hydromechanical considerations on the origin of the pentaradial body structure of echinoderms. PDF-Datei auf arxiv.org (2005).
- Michael Gudo: Soft body reconstructions of Palaeozoic corals: implications for the system of Anthozoa (Coelenterata). In: Lethaia 35 (4), S. 328–344, PDF-Datei auf www.researchgate.net (2002).
- Michael Gudo: Structural–functional Aspects in the Evolution of Operculate Corals (Rugosa). In: Palaeontology 45 (4), S. 671–687 (2002), PDF-Datei auf www.researchgate.net (2002).
- Michael Gudo: The development of the critical theory of evolution: The scientific career of Wolfgang F. Gutmann. In: Theory of Biosciences 121 (1), S. 101–137, PDF-Datei auf www.researchgate.net (2002).
- Michael Gudo: Die Weichkörperkonstruktion von Calceola sandalina (Anthozoa, Rugosa) – Konstruktionszusammenhänge, Ontogenese, Evolution und Funktionsweisen. In: Paläontologische Zeitschrift 74 (1/2), S. 37–49, PDF-Datei auf www.researchgate.net (2000).